# Psammotettix frigidus
Psammotettix frigidus är en insektsart som beskrevs av Karl Henrik Boheman 1845. Psammotettix frigidus ingår i släktet Psammotettix och familjen dvärgstritar. Enligt den finländska rödlistan är arten nationellt utdöd i Finland. Arten är reproducerande i Sverige. Artens livsmiljö är våtmarker i fjällen (myrar, stränder, snölegor). Inga underarter finns listade i Catalogue of Life.